# Paraliochthonius carpenteri
Paraliochthonius carpenteri är en spindeldjursart som beskrevs av William B. Muchmore 1984. Paraliochthonius carpenteri ingår i släktet Paraliochthonius och familjen käkklokrypare. Inga underarter finns listade i Catalogue of Life.